# Шкляри (Малопольське воєводство)
Шкляри (пол. Szklary) — село в Польщі, у гміні Єжмановиці-Пшегиня Краківського повіту Малопольського воєводства.
Населення — 636 осіб (2011).

## Демографія
Демографічна структура станом на 31 березня 2011 року:
|          | Загалом | Допрацездатний вік | Працездатний вік | Постпрацездатний вік |
| -------- | ------- | ------------------ | ---------------- | -------------------- |
| Чоловіки | 321     | 86                 | 196              | 39                   |
| Жінки    | 315     | 63                 | 181              | 71                   |
| Разом    | 636     | 149                | 377              | 110                  |